# Talk Talk
Talk Talk (transkribovano: Tok tok) je britanska novotalasna muzička grupa koja je bila aktivna od 1981. do 1991. Najpoznatiji singlovi grupe su bili It's My Life, Such a Shame i Life's What You Make It.

## Članovi
- Mark Holis - vokal, kompozitor
- Tim Friz-Grin - klavijature, producent, koautor
- Pol Veb - basista
- Li Haris - bubnjar
- Sajmon Brener - klavijature

## Diskografija

### Albumi
- (1982)
- (1984)
- (1986)
- (1988)
- (1991)
- (1999, live)

### Kompilacije
- (1990)
- (1991)
- (1997)
- (1998)
- (2000)
- (2000)
- (2001)
- (2003)
- (2003)

## Spoljašnje veze
- na